# Gesine Mierke
Gesine Mierke (* 1977) ist eine deutsche germanistische Mediävistin.

## Akademischer Werdegang
Nach dem Studium (1996–2003) der Germanistik, Geschichtswissenschaft und evangelischen Theologie an den Universitäten Greifswald und Uppsala war sie von 2003 bis 2007 wissenschaftliche Mitarbeiterin am Lehrstuhl für Ältere Deutsche Philologie der Universität Greifswald. Nach der Promotion 2007 an der Universität Greifswald war sie von 2007 bis 2022 wissenschaftliche Mitarbeiterin der Professur Deutsche Literatur- und Sprachgeschichte des Mittelalters und der Frühen Neuzeit an der TU Chemnitz. In ihrer Dissertationsschrift Memoria als Kulturtransfer unternahm sie eine Neubewertung des Epos 'Heliand' auf verschiedensten Ebenen. Sie habilitierte 2012 an der Philosophischen Fakultät der Technischen Universität Chemnitz mit der Schrift Riskante Ordnungen. Von der Kaiserchronik zu Jans von Wien. Seit Januar 2023 ist sie als Nachfolgerin von Seraina Plotke Professorin für Germanistische Mittelalterforschung an der Otto-Friedrich-Universität Bamberg.
Ihre Forschungsschwerpunkte sind Chronistik und Geschichtsdichtung des Mittelalters, frühmittelalterliche Literatur, Überlieferung und Editionsphilologie, Medialität, Rezeption der Literatur des Mittelalters und regionale Literaturgeschichte.

## Schriften (Auswahl)
- Memoria als Kulturtransfer. Der altsächsische „Heliand“ zwischen Spätantike und Frühmittelalter. Böhlau, Köln 2008, ISBN 978-3-412-20090-9.
- Riskante Ordnungen. Von der Kaiserchronik zu Jans von Wien. De Gruyter, Berlin 2014, ISBN 978-3-05-006465-9.